# Necropoli di Sottomonte
La necropoli di Sottomonte è una necropoli di epoca preromana e romana ubicata a Sorrento.

## Storia e descrizione
La necropoli, posta fuori l'abitato di Sorrento, lungo la cosiddetta via Minerva, in direzione di Stabia, venne utilizzata nel periodo compreso tra l'VII secolo a.C. fino al II secolo.
I primi ritrovamenti di stele funerarie, poi andate perdute, insieme ad alcuni corpi si ebbero nel 1843 durante la ricostruzione della chiesa di San Pietro a Mele, la quale, secondo la tradizione, fu edificata da san Pietro nei pressi di un cimitero pagano. Nei primi giorni del giugno del 1912, durante i lavori di sbancamento di un terreno donato dalla signora Ambrosi al reverendo Gennaro Milano, per un ennesimo ampliamento della chiesa di San Pietro, vennero ritrovati dei cippi funerari appartenenti a liberti e schiavi della dinastia giulio-claudia; al contempo però non vennero trovati né copri né tombe. Tra il 1929 e il 1930 furono scoperte venti sepolture con corredi funerari datati in un periodo compreso tra il VII e il V secolo a.C.; i cippi, donati nel 1923 al Museo Correale di Terranova, tra il 1937 e il 1938 furono esposti a Roma durante una mostra dedicata ad Augusto.
Nel giugno 2022 durante i lavori di ampliamento di un marciapiede e la costruzione di un parcheggio furono rintracciate alcune murature in opera reticolata e tre tombe, oltre a un colombario risalente al II secolo, intitolato alla sua scopritrice, Teresa Laudonia, poi nuovamente seppellito nel 2023. La parte delle necropoli insistente sul marciapiede è stata musealizzata nel 2024 tramite l'uso di vetrine protettive.